# Soiuz T-3
Soiuz T-3 (rus: Союз T-3, Unió T-3) va ser un vol espacial tripulat de la Unió Soviètica en 1980 a l'estació espacial Saliut 6. La 15a expedició a la Saliut 6 va provar la versió de tres seients de la Soiuz T. El primer Soiuz des del 1971 en transportar tres cosmonautes. Va ser constituïda com una missió de renovació de la Saliut 6.
Els Mayaks va ser la primera tripulació de tres persones a una estació espacial des del Soiuz 11 en 1971. Part de la seva missió va ser les proves al Soiuz-T. Durant la seva estada breu en la Saliut 6, van realitzar els experiments usuals utilitzant les unitats Splav i Kristall, i van estudiar els “objectes biològics” que van portar amb ells en el Soiuz-T 3. Van utilitzar les unitats Svetoblok i Oazis. Gran part del temps, però, es van dedicar al manteniment de l'estació espacial.
El 2 de desembre, van començar a realitzar l'experiment Mikroklimat per avaluar les condicions de vida de l'estació, i van començar a treballar en el sistema de control tèrmic. Van instal·lar una nova unitat hidràulica de quatre bombes. El 4 de desembre van substituir l'electrònica en el sistema de telemetria de la Saliut 6. El 5 de desembre van reparar els sistemes elèctrics. Altres reparacions van incloure la substitució d'un dispositiu de rellotge i programa en el sistema de control de bord i la substitució d'una unitat de font d'alimentació pel compressor en el sistema de reabastiment de combustible. La tripulació principal de l'Expedició 4 a la Saliut 6 en el TsUP va proporcionar a la tripulació la informació necessària per realitzar les reparacions. El 8 de desembre, la Progress 11 va actuar com a corretigor d'òrbita pel complex.

## Tripulació
| Posició                   | Tripulació                             | Tripulació                             |
| ------------------------- | -------------------------------------- | -------------------------------------- |
| Comandant                 | Leonid Kizim Primer vol espacial       | Leonid Kizim Primer vol espacial       |
| Enginyer de vol           | Oleg Màkarov Quart vol espacial        | Oleg Màkarov Quart vol espacial        |
| Cosmonauta d'investigació | Guennadi Strekàlov Primer vol espacial | Guennadi Strekàlov Primer vol espacial |

### Tripulació de reserva
| Posició                   | Tripulació      | Tripulació      |
| ------------------------- | --------------- | --------------- |
| Comandant                 | Vassili Làzarev | Vassili Làzarev |
| Enginyer de vol           | Víktor Savinikh | Víktor Savinikh |
| Cosmonauta d'investigació | Valeri Poliakov | Valeri Poliakov |